# Luigi Bruins
Luigi Bruins, né le 9 mars 1987 à Rotterdam, est un footballeur néerlandais évoluant au poste de milieu de terrain.

## Biographie
Bruins commence sa carrière à l'Excelsior Rotterdam, l'un des trois clubs phares de sa ville natale, Rotterdam. Durant cette période, il monte progressivement en puissance pour ainsi devenir un titulaire de l'équipe. Lors de la saison 2006-2007, il est remarqué par les quatre grands clubs néerlandais (l'Ajax Amsterdam, le PSV Eindhoven, l'AZ Alkmaar et le Feyenoord Rotterdam) et par Tottenham Hotspur, pour finalement rejoindre le Feyenoord en janvier 2007 et y signer un contrat pour la saison suivante. Au cours de la saison 2007-08, Bruins est régulièrement titulaire et s'impose comme un joueur clé de l'équipe de Bert van Marwijk, celle qui remporte la coupe des Pays-Bas en fin de saison.
Ayant la double nationalité italo-néerlandaise, Luigi peut représenter les deux sélections. Il choisit de jouer pour la sélection espoir néerlandaise lorsqu'il est appelé par Foppe de Haan pour disputer le Championnat d'Europe de football Espoirs 2007, qui se déroule aux Pays-Bas. Bruins réalise de bonnes performances dans cette compétition remportée par son équipe et inscrit d'ailleurs l'un des 4 buts de la finale contre la Serbie, qui se qualifie ainsi pour les Jeux olympiques 2008.
Alors sans club après une expérience mitigée avec les Red Bull Salzbourg et une saison passée dans le club de ses débuts, il est mis à l'essai par l'OGC Nice le 13 janvier 2012. Malgré un essai jugé concluant par le staff, Bruins ne s'engage pas et reste sans club. Finalement, l'OGC Nice revient vers lui au mercato hivernal et il signe avec le club azuréen le 15 janvier 2013 pour une durée de 18 mois. Il marque son premier but en Ligue 1 le 28 avril 2013 contre l'ESTAC Troyes, match remporté 3-1 au Stade du Ray et dispute dix des matchs de la belle deuxième partie de saison de l'OGCN, terminée à la quatrième place. 
Claude Puel le fait toutefois jouer par intermittence au sein de son équipe, le néerlandais devant se contenter la plupart du temps du statut de remplaçant. Entré en cours de match le 18 janvier 2014 contre l'AC Ajaccio, il est le passeur décisif du huitième but marqué par Darío Cvitanich en championnat après deux mois d'inefficacité. Le 21 janvier, Bruins est titulaire pour la cinquième fois de la saison en Coupe de France contre l'Olympique de Marseille au sein d'une équipe rajeunie dont il est le deuxième joueur le plus âgé, après Fabrice Abriel. Il amène l'égalisation d'un coup de tête sur corner, arrêté par Steve Mandanda puis conclu par Alexy Bosetti, avant de sortir sur blessure et de voir les siens s'imposer 5-4 au Stade Vélodrome.

## Palmarès
- Vainqueur de l'Euro Espoirs 2007 avec l'équipe des Pays-Bas espoirs
- Champion des Pays-Bas de D2 en 2006 avec l'Excelsior Rotterdam
- Vainqueur de la Coupe des Pays-Bas en 2008 avec le Feyenoord Rotterdam
- Champion d'Autriche en 2012 avec le Red Bull Salzbourg

## Statistiques
| Saison    | Club                | Pays     | Compétition    | Matchs | Buts |
| 2004-2005 | Excelsior Rotterdam | Pays-Bas | Eerste Divisie | 1      | 0    |
| 2005-2006 | Excelsior Rotterdam | Pays-Bas | Eerste Divisie | 35     | 4    |
| 2006-2007 | Excelsior Rotterdam | Pays-Bas | Eredivisie     | 30     | 6    |
| 2007-2008 | Feyenoord Rotterdam | Pays-Bas | Eredivisie     | 27     | 6    |
| 2008-2009 | Feyenoord Rotterdam | Pays-Bas | Eredivisie     | 21     | 1    |
| 2009-2010 | Feyenoord Rotterdam | Pays-Bas | Eredivisie     | 21     | 2    |
| 2010-2011 | Feyenoord Rotterdam | Pays-Bas | Eredivisie     | 20     | 2    |
| 2011      | Red Bull Salzbourg  | Autriche | Eredivisie     | 3      | 0    |
| 2012      | Excelsior Rotterdam | Pays-Bas | Eredivisie     | 9      | 2    |
| 2012-2013 | OGC Nice            | France   | Ligue 1        | 10     | 1    |
| 2013-2014 | OGC Nice            | France   | Ligue 1        | 12     | 0    |
| 2014-2015 | Excelsior Rotterdam | Pays-Bas | Eredivisie     | 22     | 2    |
| 2015-2016 | Excelsior Rotterdam | Pays-Bas | Eredivisie     | 18     | 0    |
| 2016-2017 | Excelsior Rotterdam | Pays-Bas | Eredivisie     | 24     | 2    |
| 2017-2018 | Excelsior Rotterdam | Pays-Bas | Eredivisie     | 27     | 5    |
| 2018-2019 | Excelsior Rotterdam | Pays-Bas | Eredivisie     | 29     | 6    |